# TAI T-129 ATAK
Pour les articles homonymes, voir ATAK.
Le T-129 Atak est un hélicoptère d'attaque turc dérivé de la version de l'A.129 International, développé avec le transfert de technologie par Turkish Aerospace Industries (TAI), détentrice de tous les droits liés à la propriété intellectuelle, pour le compte de l'Armée de terre turque.

## Conception

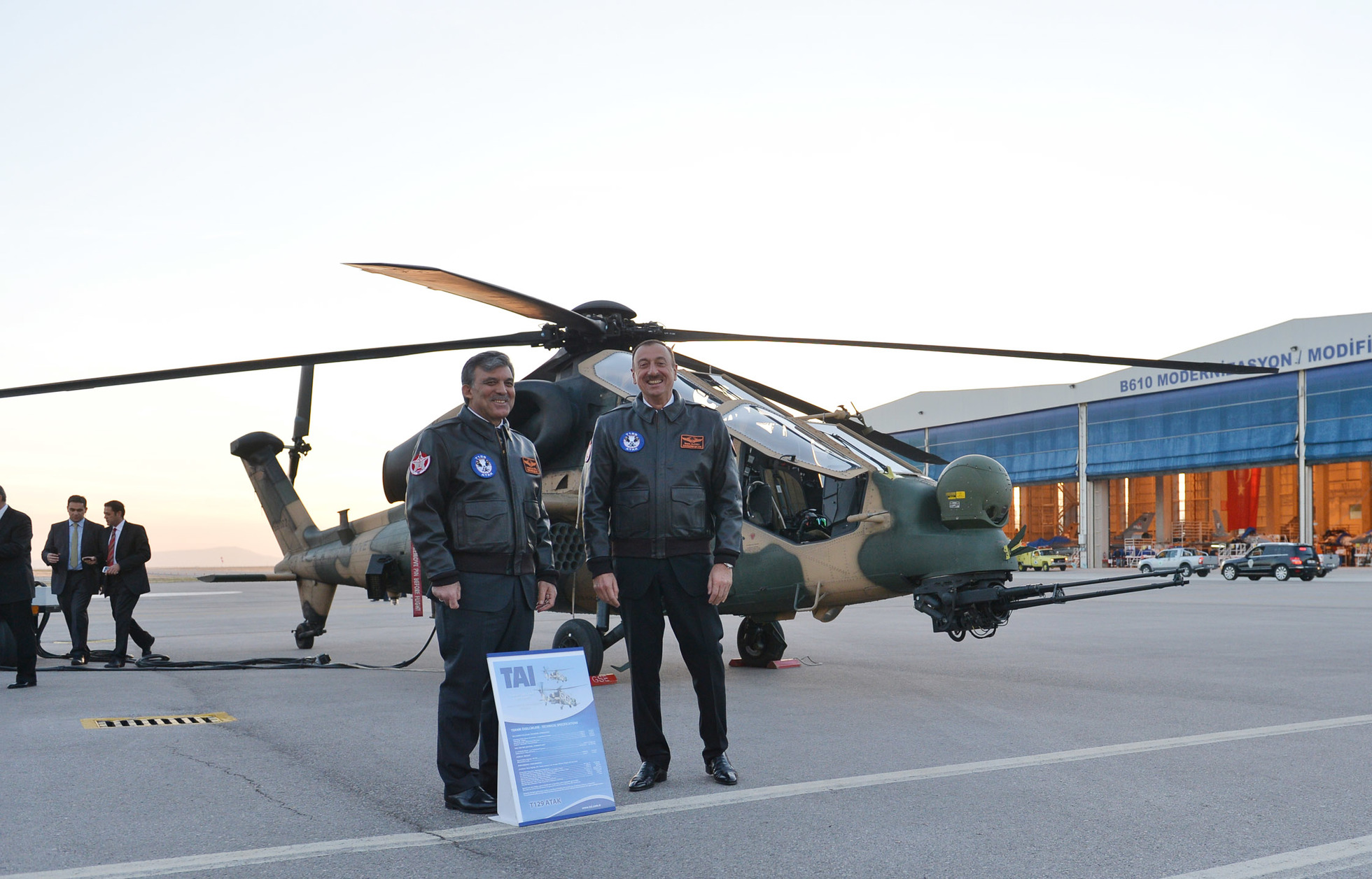
Abdullah Gül et Ilham Aliyev devant le T-129

Le T-129 est une version de l'A.129 International développée avec le transfert de technologie par TAI (Turkish Aerospace Industries), détentrice de tous les droits liés à la propriété intellectuelle, pour le compte de l'Armée de terre turque. Plus long que l'A.129, le T-129 utilise surtout le nouveau turbomoteur Rolls-Royce/Honeywell LHTEC T800 mis initialement au point pour le défunt programme d'hélicoptère de reconnaissance armé RAH-66 Comanche. Le premier des 5 prototypes de cette version a effectué son premier vol le 28 septembre 2009.
La présidence de l'industrie de la défense (SSB) a annoncé qu'un autre hélicoptère ATAK avait été livré aux forces armées turques début 2019.
Dans le cadre du programme ATAK un total de 91 appareils dont 59 définis et 32 optionnels seront livrés aux forces terrestres turques .
Le Ministère de l'Intérieur a fait une demande de 27 hélicoptères, 24 définis et 3 optionnels.
Le T-129 sera équipé du turbomoteur made in Türkiye TEI-TS1400 développé par Tusaş Engine Industries (TEI) à partir de 2025. Le TEI-TS1400 est actuellement en développement pour le TAI T625 Gökbey, mais ce même turbomoteur sera aussi intégré au T-129.

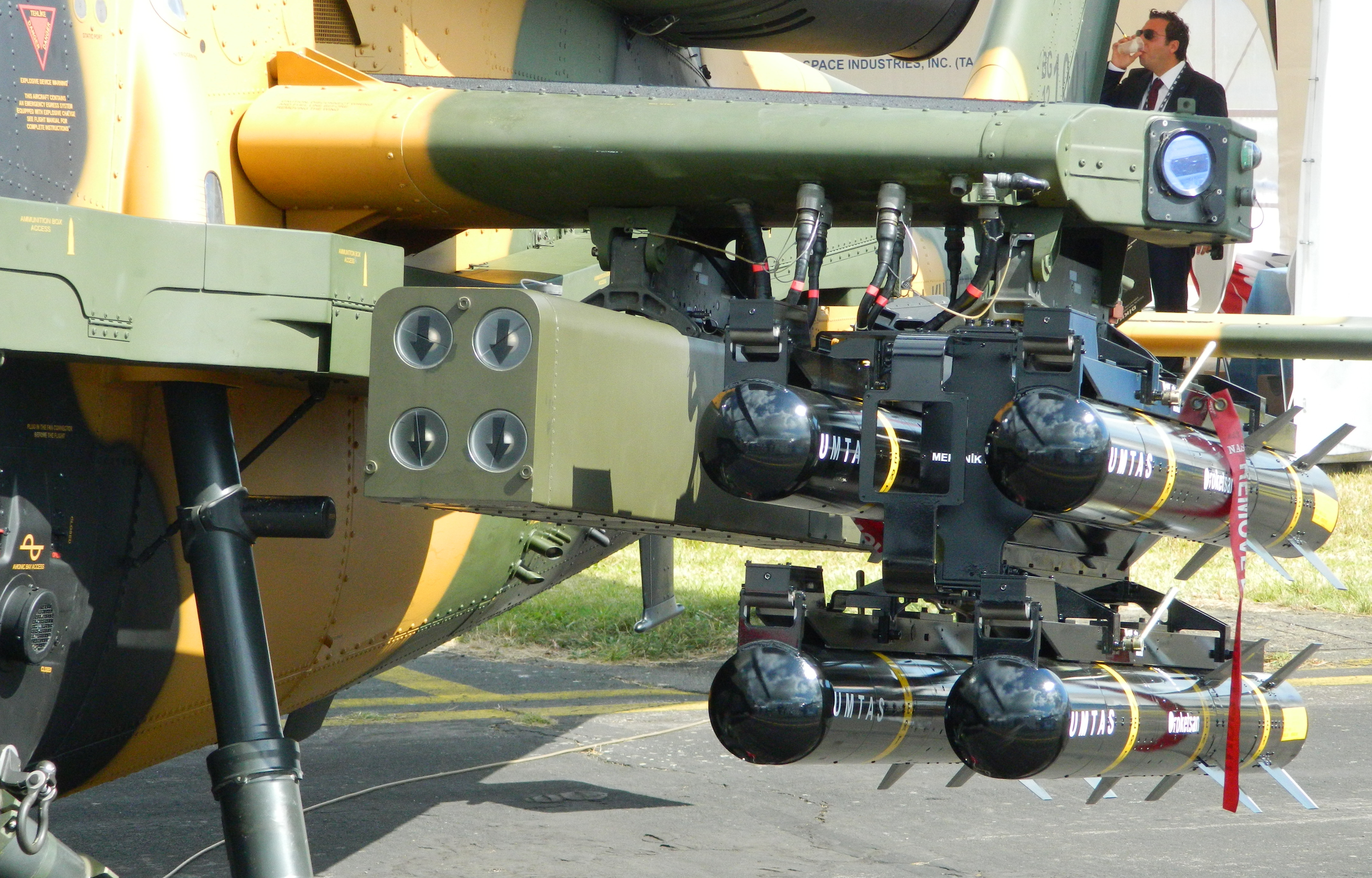
Armement UMTAS sur le T-129

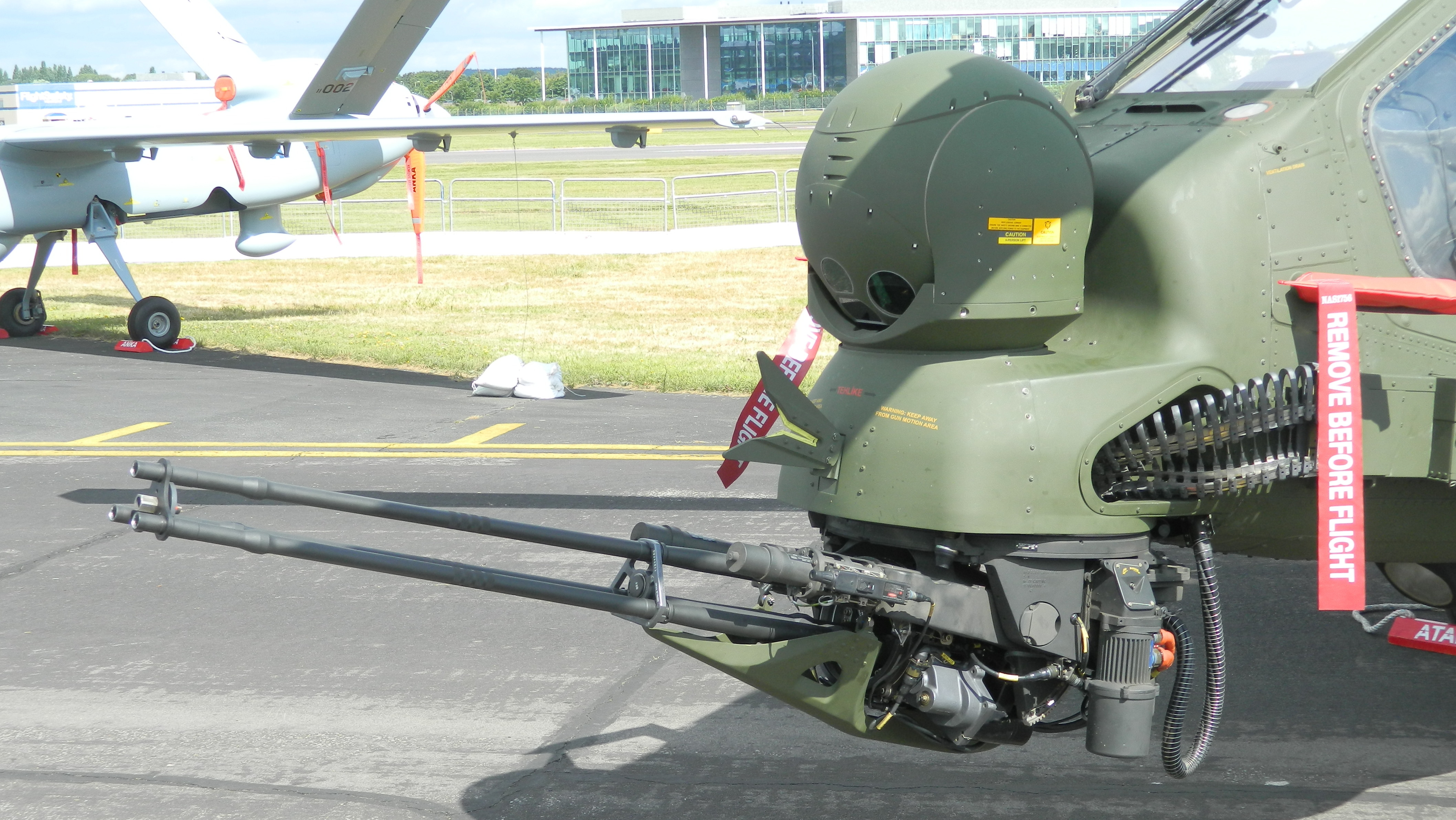
T-129 équipé du système de reconnaissance, surveillance et ciblage ASELFLIR-300T d'Aselsan

## Les versions réalisées
- T-129 est un hélicoptère d'attaque turc ayant pour base le A-129 international. Il sera construit et assemblé par TAI en Turquie. Les 30 premiers seront TUC-1, avec les appareils suivants seront TUC-2.
- T-129 TUC-1 aura un ordinateur de mission local, des contre-mesures électroniques nationales, Aselsan AselFLIR-300, casque de système de repérage Thales, et de missiles étrangers (soit Hellfire II ou Spike ER).
- T-129 TUC-2 aura un ordinateur de mission local, contre-mesures nationales, Aselsan AselFLIR-300, casque système de repérage Aselsan AVCI, missile antichar Roketsan UMTAS, et roquette à guidage laser Cirit Roketsan.
- T129A est la désignation de l'armée turque pour la variante de soutien au combat du T129, neuve qui sera construite par le TAI.
- T129B est la désignation de l'armée turque pour la variante multirôle du T129, 51 qui sera construite par le TAI.

## Utilisateurs

### Opérateurs
Turquie : 80 T-129A/B en commande ferme (livraison à partir de 2012) + 41 en option. Les A seront modernisés en B. La Jandarma doit recevoir un total de 18 unités, les 3 premières sont livrées en avril 2018 ;
- Philippines : vente de 6 T-129 à la Force aérienne philippine en 2018[6]. Les deux premiers sont livrés le 9 mars 2022 pour une entrée en service en mai[7].
- Nigeria : en 2022, le Nigéria commande 6 T-129. La livraison des hélicoptères d'attaque devrait se faire durant le premier trimestre de 2023[8].
- Somalie : Nombre inconnu livré par la Turquie en mars 2025, pour aider le gouvernement somalien contre le groupe islamiste al-Shabaab [9].

### Exportations potentielles
Plusieurs pays sont intéressés par le T-129 Atak :
- Pakistan : en 2018, Le Pakistan commande 30 T-129 pour un montant de 1,5 milliard de $, justifié notamment par les difficultés du Bell AH-1 à plus de 8 000 pieds[10]. Cependant, l'interdiction d'exportation des turbomoteurs par les États-Unis en décembre 2015 empêche le marché de se concrétiser[11] et il est annulé début 2022 après de longues années de négociation tripartie. À partir de 2025, le T-129 sera équipé du turbomoteur TEI TS1400 développé par Tusaş Engine Industries (TEI). Cela permettra éventuellement à contourner l'opposition du gouvernement américain pour l'exportation vers le Pakistan, si ce dernier s'intéresse de nouveau aux T-129[12].
- Arabie saoudite[13]
- Malaisie[14]
- Jordanie
- Émirats arabes unis
- Corée du Sud[15]
- Maroc[16]

## Engagements

### OpérationBouclier de l'Euphrate
- Syrie : des T-129 sont engagés dans l'Opération Bouclier de l'Euphrate se déroulant de août 2016 à mars 2017 au nord de la Syrie.

### Bataille d'Afrine
- Syrie : des T-129 sont engagés dans l'opération turque appelée par cette dernière « Rameau d'olivier », dans la bataille d'Afrine. Le 10 février 2018, un exemplaire de cet hélicoptère s'est écrasé dans la province turque de Hatay, frontalière de la Syrie, probablement après avoir été touché. Les deux pilotes sont décédés dans le crash[17].

### OpérationSource de paix
- Syrie : des T-129 sont engagés dans l'Opération Source de paix qui a eu lieu en 2019 au nord de la Syrie.

### Opération bouclier du Tigre
- Irak : des T-129 sont engagés dans l'opération turque appelée par cette dernière « Bouclier du Tigre » contre le PKK.